# Kleine voormalige borgen en steenhuizen in Groningen
Van ongeveer 50 voormalige kleine voormalige borgen en steenhuizen is op grond van de beschikbare historische bronnen slechts weinig bekend. De geringe hoeveelheid informatie rechtvaardigt niet voor elk van deze borgen of steenhuizen een afzonderlijk lemma te maken. In dit lemma is de beschikbare informatie samengevat voor kleine borgen en steenhuizen.

## Eemsdelta
HettemaAl in 1459 bestond er in Jukwerd de Hettemaheerd. De Hettemaheerd ligt oostelijk van de kerk van Jukwerd en op het terrein zijn de fundamenten van dikke muren gevonden. Formsma e.a. (1987, 187) vermoeden dat het voorhuis van de huidige boerderij op de fundamenten van het voormalige steenhuis van Johan Rengers gebouwd zou kunnen zijn.
Steenhuis SolwerdIn de bijlagen van de rekeningen van de rentmeester van Karel van Gelre, de toenmalige heer van Stad en Lande, wordt in 1530 vermeld, dat in Solwerd een oud steenhuis is "afgesleten", behorende aan Eppe Baukens (Formsma e.a. 1987, 372). De stenen zijn afgevoerd naar Delfzijl. Hiervan afkomstig was de familie Tho Solwerd in Appingedam. Op de plek van het steenhuis verrees een boerderij, die nog in de negentiende eeuw rechten op het zuidelijker gelegen Opwierdermeer had, vermoedelijk een restant van oudere heerlijke rechten.
Steenhuis OpwierdeHet steenhuis van Opwierde moet al vroeg zijn verdwenen. Hoogstwaarschijnlijk stond het op de plek van een boerderij, waarop later het collatierecht berustte. Ook hoorde een deel van het Woldmeer bij deze boerderij. De oude burgplaats was nog in de negentiende eeuw te zien. Een harnas dat in de pastorietuin van de hervormde kerk werd opgegraven, bracht men hiermee in verband. Vermoedelijk zijn de rechten van de borg overgegaan op de borg Snelgersma te Appingedam, die in Opwierde veel land bezat.
Huis te EelwerdHet Huys thoe Elswerd of Sissingheborg te Eelwerd wordt genoemd in de zestiende eeuw. Het bevond zich op een omgracht perceel op de wierde van Eelwerd, dat nog in de negentiende eeuw herkenbaar was. Vanouds woonde hier de familie Tho Eelwert. Via de zuster van Galtho tho Eelwert (ov. 1571), een vooraanstaand burger van Appingedam belandde het huis bij de familie Sissingge. Het huis staat afgebeeld op de kaart van Van Starkenborg en wordt nog in 1690 vermeld als "Kimmenade met annexen".
Betingeheem
Vlak ten oosten van het huidige woon-zorgcentrum Betingeheem bij Uitwierde in Delfzijl lag in de 16e eeuw een kleine borg met deze naam. In 1583 wordt de borg voor het eerste genoemd. Uit archiefstukken blijkt dat Bettingeheem in de 17e eeuw verschillende keren van eigenaar wisselde. Daarna is er niets meer over de borg te vinden. De boerderij die lange tijd op de plaats van de borg heeft gestaan, heeft plaats moeten maken voor het woon-zorgcentrum.
RingenumHet huis Ringenum, ook wel Rengeheim, bestond al in de tweede helft van de 16e eeuw. Dat valt af te leiden uit de aanwezigheid van de grafsteen van Haro Winken te Ringeheim in de kerk van Uitwierde, die in 1653 overleed. In 1695 bestond er nog een borg met grachten, hoven en singels en 40 grazen land en in 1779 wordt Ringenum genoemd in relatie tot een "lusthuis" dat op de singel is gebouwd. Wanneer de borg verdwenen is, is niet bekend. Het voormalige borgterrein lag langs het Damsterdiep en is verdwenen in de uitbreiding van Delfzijl.
SteenhuizerborgIn het begin van de 16e eeuw stond er in Krewerd, iets ten zuiden van de kerk, een steenhuis. In sommige stukken is sprake van Veenhuuster- of Feenhuuster heerd. Beide namen zijn waarschijnlijk verschrijvingen van Steenhuusterheerd. De naam Feenhusesterheerd wordt al in 1464 genoemd. Formsma e.a. (1987, 197) vermoeden dat het steenhuis teruggaat op het huis (domus) te Krewerd. De bezittingen van dit huis werden door de weduwe Tyadeka gebruikt voor de stichting van de kerk van Krewerd.
Wetterstein (Uitwierde)Wetterstein was een buitenplaats langs de trekweg van Appingedam naar Delfzijl. In de 18e eeuw bestond de buitenplaats uit: “een royaal voorhuis, twee beneden- en één bovenkamer, keuken, schuur voor vier koeien en één of twee paarden, kelders, plantages, gracht, singel, visvijver, twee grote behovingen met 80 of meer vruchtdragende bomen” (Formsma e.a., 1987, 426)
Eelkema
Aan het einde van de 14e eeuw moet er in Zandeweer een steenhuis hebben gestaan op Elecamaheerd. In de 15e eeuw wordt er niet meer van gerept en ook de naam Eelkamaheerd is verdwenen.
EusemaIn 1608 wordt er gesproken van een ‘steenklip’ bij Eppenhuizen, een plaats dus waar veel stenen van een steenhuis te vinden waren. Later komt de Steenklip ook voor onder de naam Ewsuma en Eusema, een heerd groot 81 grazen.
KruissteeDe zestiende-eeuwse boerderij Groot Kruisstede is nog geheel intact; hij behoorde tot de proosdijgoederen van Usquert en viel als zodanig onder het gezag van het klooster Rottum. Rond behoorde het huis vermoedelijk aan de meier, de geleerde herenboer en rechter Johan Arends alias Johannes Arnoldi. Vermoedelijk was het oorspronkelijk een steenhuis. De naam is verbonden met een middeleeuwse legende over een aangespoeld crucifix.
StenhuisheerdDe naam van dit steenhuis bij Uithuizermeeden is verbonden met de sage van een ridder, die de priester van Holwinde zou hebben vermoord, omdat die in zijn afwezigheid de mis had opgediend. Als straf verzonk het huis in de grond. Over het steenhuis is verder niets bekend. De boerderij lag tot 1718 op een verhoging in weliswaar omkaad, maar buitendijks gebied. Formsma e.a. (1987, 418) vermoeden dat het bij een stormvloed zal zijn weggespoeld.
WaliswereWaliswere of Walsemaweer was een steenhuis dat ten noordoosten van Kantens lag aan de oostzijde van de wierde van Walsweer. In een akte van 1415 wordt het genoemd. De naam komt in de eeuwen daarna nog wel voor, maar van een steenhuis is dan geen sprake meer.

## Groningen
HaxtemaHaxtema was een steenhuis in Leegkerk. Bekend is dat in 1402 een deel van het steenhuis Haxtema werd verkocht. In 1466 omvat Haxtema 51 grazen land. Het is onbekend wanneer het steenhuis is verdwenen.
HoytingehuisIn 1379 bestond er te Hoogkerk een steenhuis. Het lag westelijk van het Reitdiep langs de Lege Weg (momenteel ligt op die plaats de splitsing van de Edelsteenlaan en de Diamantlaan in de stad Groningen). Het steenhuis is ingetekend op een kaart van Henricus Teysinga. In 1379 werd het huis gekocht door het Heilige Geestgasthuis te Groningen. Het bleef bezit van dit gasthuis tot 1851, waardoor het zich niet tot borg kon ontwikkelen. In 1851 wordt het verkocht met de bijbehorende 165 grazen land. Niet lang daarna zal het afgebroken zijn.
Oldersum
In de kroniek van Sicke Benninghe van omstreeks 1400 staat een ‘steenhuis to Aldersum’ vermeld. Het steenhuis zal gelegen hebben tussen Ten Post en de Mude, vermoedelijk op de afgegraven dorpswierde van Oldersum. De kampvechter Tammo van Oldersum treedt in 1267 op als beschermheer van het klooster Wittewierum. Dat maakt het waarschijnlijk dat zijn voorouders tot de stichters van het klooster hebben behoord. Oldersum was bovendien de hoofdplaats van de zuidelijke helft van het Eesterrecht (Oostrum = Eenumerhoogte). In de noordelijke helft van deze rechtstoel ('t Zandstervoorwerk bij Zijldijk) kreeg het klooster eveneens omvangrijke bezittingen.
OostbroekOp kaarten uit de 18e eeuw komt bij Lellens de ‘Hamminck borgh’ voor, het buitenverblijf van Lucas Hamminck. Hij zal dit buitenverblijf geërfd hebben van zijn moeder Albertine van Oosthoek. De familie Oosthoek zal de naam aan dit buiten hebben gegeven. In 1813 werd de buitenplaats verkocht (Formsma, e.a., 1987, 218).
Steenhuis te Ten BoerVan dit steenhuis dat in de 16e eeuw in Ten Boer stond is slechts bekend dat het bewoond werd door Peter Keme.

## Hogeland
AlricsmahuisBekend is dat Jarich Scultema van Raskwerd e.a. een steenhuis verkochten in 1410. Dit steenhuis lag, met bijbehorend land en heerlijkheden in Dijkshorn. Het gedeeltelijk binnen en buiten de Wolddijk.
BlauwhuisIn Zuidwolde stond in 1475 een Blauwsteenhuis. Omdat het huis verpacht werd aan meiers ontwikkelde het zich niet tot een borg. Het Blauwhuis was niet zo maar een boerderij, want hij staat aangegeven op de Beckeringhkaart uit 1781.
SyckamaheerdIn 1492 zal er te Dijkshorn een heerd in eigendom van de Van Ewsums gelegen hebben.
WiddamaIn de 14e eeuw is er sprake van een steenhuis in de omgeving van Noordwolde (Groningen). Er is weinig over bekend. Formsma e.a. (1987, 297) vermelden dat het steenhuis in 1384 door Aweke Widdama werd verkocht.
Oostumborg
Aan het einde van de 16e eeuw lag er bij Oostum een borg. Uit koopakten blijkt dat de borg zelf in 1627 al vervallen was.
AylkumaDe borg die gestaan heeft langs de Nieuwstraat in Loppersum wordt al in de 15e eeuw genoemd. Door huwelijk waren de eigenaren van deze borg in de 17e eeuw verbonden met de borg Duirsum in Den Ham. In 1633 verwisselde Duirsum van eigenaar, maar Aylkuma bleef in bezit van de familie de Mepsche. In 1727 bood de beruchte Rudolph de Mepsche van Faan het huis te koop aan. De er aan verbonden rechten werden afzonderlijk te koop aangeboden. Wie het huis toen kocht is niet bekend.
BorgheemIn 1585 is er sprake van een ‘borchsheem’ in Westeremden, hoewel niet expliciet van een borg wordt gerept. Een boerderij in het dorp op de wierde draagt wel de naam Borgsheem. Formsma e.a. (1987) leggen een verband met Haye Wibben, een belangrijke hoofdeling die aan het einde van de 14e eeuw partij koos voor de graaf van Holland. Het is echter niet bekend waar deze Hayo woonde. Borgheem is een mogelijkheid maar ook Wibena dat ten zuiden van het dorp. Bij de afbraak in 1968 van het voorhuis van deze boerderij werden fundamenten van een steenhuis gevonden. Dat steenhuis was een rechthoekig gebouw van 9.5 bij 7.5 meter buitenwerks
DiddingehuizenUit oorkonden uit de periode 1439-1443 valt op te maken dat er te Middelstum een of twee complexen elk met een steenhuis te vinden waren. De stenen zijn gebruikt voor een verbouwing van de borg Ewsum (Formsma e.a., 1987, 270-271)
EnselensHet steenhuis, dat in 1547 wordt genoemd, stond waarschijnlijk op de thans afgegraven wierde bij Loppersum
EukemaHet steenhuis of borg Eukema lag in de omgeving van Loppersum, maar de exacte ligging is onbekend. In 1595 werd het verkocht aan Rudolf de Mepsche. Leden van het geslacht De Mepsche noemden zich soms nog tot 1657 "toe Eukema".
GaykemahuisIn 1403 wordt het steenhuis Gaykema als "castrum" genoemd. Het lag noordelijk van Middelstum en ten oosten van Ewsum. In 1800 is er nog sprake van een terrein van het steenhuis met de benaming "het hoogtje". Er is in Kantens ook een Gaykemaheerd, maar dat is een ander pand.
HayemaDit steenhuis dat in 1458 in de archieven wordt genoemd, lag ten zuidwesten van Middelstum. Het stond waarschijnlijk op de thans afgegraven wierde aan de trekvaart Onderdendam-Middelstum bij de boerderij Hayemahuisterheerd.
HaykemaDeze borg lag ten westzuidwesten van Zeerijp en het borgterrein is vergraven (ten oostnoordoosten van boerderij Van Borckshof). In de 16e eeuw is er sprake van een heerd in eigendom bij de familie Ewsum. In de 17e eeuw woonde er de familie Van Borck. Van enkele leden van deze familie hangen de rouwborden in de kerk van Zeerijp. In 1745 is de borg verkocht en afgebroken.
MelkemaDit steenhuis stond in Huizinge en wordt in 1371 is genoemd als 'domus Melcama'. Eerder is in 1323 sprake van een Focko Melcama en in 1326 van een Abel Melcama. Daarna komen noch het steenhuis, noch de familie meer voor. De naam is echter gebleven als benaming van de boerderij die er stond. In de 17e eeuw woonde er de doopsgezinde boer en onderwijzer Syert Lippes. Sinds 2017 is het door aardbevingen beschadigde gebouw in handen van Het Groninger Landschap.
NienhuisDe boerderijen op de wierde van Nienhuis te Garrelsweer behoorden in 1595 tot het bezit van het klooster Wittewierum. Over een borg is niets bekend. Het is echter waarschijnlijk dat hier al in 1057 een voorname edelman woonde, die als beschermheer verantwoordelijk was voor markt, muntslag en tolheffing te Garrelsweer. De Nienhuister zijl-eed werd later ook wel Scherlinster zijl-eed genoemd. Mogelijk woonde hier de hoofdeling Rembertus Skerlinga uit Fivelgo, die in 1323 wordt genoemd.
Steenhuis bij NittersheerdDit steenhuis lag vermoedelijk aan de oostzijde van Leermens op een terrein dat werd omsloten door een ronde gracht. Het wordt in 1510 genoemd bij de goederen die Doeke Grevinck (kerkheer te Middelstum) schonk voor de stichting van een prebende in de kerk van Leermens.
StyamaIn een oorkonde van 1449 wordt melding gemaakt van steenhuis ‘tho Styama’ in Zeerijp. Verder is er niets bekend (Formsma e.a., 1987, 532)
Ter MudeOp het terrein van boerderij Muda bij de kruising van de Delleweg en de Trekweg te Loppersum zal een steenhuis gestaan hebben. In 1500 werd het door de Groningers versterkt tot een bolwerk met een dubbele gracht (nu niet meer te zien). Het huis was eigendom van het klooster Wittewierum en kan als zodanig niet tot de borgen worden gerekend.
WibenaZie Borgheem
BocumIn 1573 is er sprake van een steenhuis ten noorden van Kloosterburen. Op kaarten uit het begin van de 18e eeuw staat de oude boerderij waar het steenhuis gestaan zal hebben, nog aangegeven. Na de storm van 1717 werd de boerderij buitengedijkt.
EwerVermoedelijk heeft er langs het Reitdiep tussen Zuurdijk en Houwerzijl een steenhuis gestaan in de buurt van de boerderijen op de wierde van Ewer
RondenborgLangs de weg door Zuurdijk op de kruising met de weg naar de boerderijen Castor en Pollux bevond zich tot de negentiende eeuw een ringwal met daarin een hoogte. Op het terrein zijn resten van kloosterstenen en tufsteen gevonden. Dat wijst op het bestaan van een stinswier (motte), mogelijk uit de twaalfde eeuw.

## Midden-Groningen
Borg te KolhamIn 1499 was jonker Nittert Fox, hoofdman van de hertog van Saksen, op rooftocht van Kropswolde naar Appingedam. Hij roofde het Hof te Kolham. Op 17e-eeuwse kaarten staat bij Kolham een 'minderhuis' aangegeven. Dit is de Roopoort geweest. Formsma e.a. (1987, 195) vragen zich af of Het Hof en Roopoort met elkaar in verband gebracht kunnen worden en of gesproken kan worden van een borg, maar zekerheid geven ze niet.
Kemenade te HarkstedeIn 1459 stond er in Harkstede de stenen Kemenade. Johan Rengers van Ten Post, hoofdeling in Scharmer en burgemeester van Groningen, had het in dat jaar in eigendom verkregen. Waar het heeft gestaan is niet bekend.
NijenhoffNijenhoff in Scharmer wordt in 1614 genoemd als eigendom van Assuerus Clant, jonker en hoofdeling. In 1722 en 1724 wordt Philip Rudolf Jarges genoemd als jonker en hoofdeling op de Nijenhoff. Van de Nijenhoff is echter geen beschrijving bekend. Formsma e.a. (1987, 350) opperen dat het huis ten zuiden van de boerderij Nijenhof gelegen kan hebben. Nijenhof lag niet aan de Scharmer Ae, maar aan de Borgweg. Staat op oude kaarten als Clantenborg. is ook Tilburg genoemd.
RozenburgLangs de weg van Scharmer naar Kolham aan de zuidzijde van Brookerswijk lag de buitenplaats Rozenburg. Het huis is in 1835 gesloopt.
VossenborgVossenborg was een buitenplaats te Lageland onder Harkstede. In de 18e eeuw stond het op de kaart van Beckeringh.
Schaffershof
Vanaf de reductie is in het noorden van Kropswolde op de kaarten de naam Schaffer of Schafferwolde zichtbaar. Die naam is afkomstig van de Schaffershof, in 1505 gesticht door Derck Schaffer. Een van de bekendste bewoners van dit landgoed is wel Johan Schaffer to Wolde geweest, een prominent figuur rond de Reductie van Groningen. In de 17e eeuw is deze borg een aantal jaren het bezit van Johan Clant, daarna van Gerhard ten Berge. Van de stichters van de hof, de familie Schaffer, is een zerk met familie-wapen bewaard gebleven in de hervormde kerk in Kropswolde.
Iddekinge/WoldwijkDirect ten zuiden van de kerk in Kropswolde lag het landgoed van de familie Van Iddekinge. Vele generaties van die familie hebben hier gewoond. Zeker een van de bekendste bewoners was Jean François van Iddekinge (1765-1848).
BoschmastateDe Boschma-state te Kropswolde lag ten zuiden van Iddekinge, direct ten noorden van Leinwijk.
LeinwijkDe Leinwijk (soms geschreven als Leinwijck) te Kropswolde is eveneens aangelegd in de 18e eeuw. Eigenaar was de bekende patriot Mr. Eisso Metelerkamp (1756-1813). De weduwe van Metelerkamp was tevens eigenaar van een van de twee bossen in Kropswolde. Het andere bos in Kropswolde behoorde bij de Hoekzema-plaats en omvatte 2000 eiken. Het bos werd verkocht op 27 november 1827. Leinwijk zelf wordt op 24 maart 1832 verkocht aan Johan Heinrich Muller, aannemer te Groningen (Not. Arch. 106, 1832 no. 116 - R.A.). De naam Leinwijk is ontleend aan de rivier de Leine in Nedersaksen. In Hannover, de hoofdstad van Nedersaksen, staat het Leineslot.

## Westerkwartier
MeiningaTussen Grijpskerk en Niezijl stond een steenhuis op Meiningaheerd. Het steenhuis staat vermeld op o.a. de Coenderskaart. In de 17e eeuw is het een tijd in handen van de familie De Mepsche, maar aan het einde van die eeuw is Meininga overgegaan in gewone boerenhanden (Formsma e.a., 1987, 288).
Steenhuizen te HumsterlandVolgens Formsma e.a. (1987, 306) moeten er in 1366 zeker 16 steenhuizen in Humsterland hebben gestaan. In de klauwboeken zijn de namen van deze heerden terug te vinden.
Clamahuis
In Lutjegast heeft in de 16e eeuw een steenhuis gestaan. Het enige dat bekend is, is dat het in 1522 in brand is gestoken.
HylemaIn 1828 werd een stukje grond achter de kosterij in Lutjegast verkocht omdat het deel uitmaakte van de verkoop van de borg Rikkerda ook te Lutjegast gelegen. Bij dit stuk grond lag de oude borgstede Hylema. Er is niet meer van bekend.
SappemaDe Sappemaheerd lag langs de Westerhornsterweg ten noorden van Lutjegast. De heerd wordt al in 1540 genoemd. Wanneer het steenhuis is verdwenen, is niet bekend. Momenteel staat er een boerderij. Het hoge terrein met grachten is nog intact.
Frimasteenhuis
Voor 1455 moet er in Marum een steenhuis gestaan hebben. In ieder geval is er in 1455 sprake van "de oldenstene", in 1540 is er sprake van een Fryemastede met 50 grazen en in 1558 en in 1629 heet het Frimasteenhuis. In 1606 en na 1695 wordt het huis aangeduid met Frimaheerd (Formsma e.a. 1987, 246).